# Cueta amseli
Cueta amseli is een insect uit de familie van de mierenleeuwen (Myrmeleontidae), die tot de orde netvleugeligen (Neuroptera) behoort. 
Cueta amseli is voor het eerst wetenschappelijk beschreven door Hölzel in 1982.